# 晋察冀1941年秋季战役
晋察冀1941年秋季战役，中国亦称晋察冀1941年秋季反“扫荡”，是中国抗日战争中中日双方发生的战役。期间作战800余次，《中国人民解放军全史》载：群众被害和被抓走1.4万余人，被抢走粮食160余万斤。